# Christoph Preuß
Christoph Preuß és un exjugador alemany de futbol. Va començar la seua carrera futbolística en l'equip de TSV Großen-Linden. Jugà en la Bundesliga al Eintracht Frankfurt, Bayer Leverkusen i VfL Bochum.